# Col·legi dels Germans de la Salle de Figueres
El Col·legi dels Germans de la Salle de Figueres és un centre educatiu del municipi de Figueres (Alt Empordà). L'edifici on està ubicat és una obra protegida com a bé cultural d'interès local.

## Edifici
Edifici situat a la zona de l'eixample de la ciutat. L'edifici data de l'any 1910 i és obra d'un germà de l'ordre d'origen francès del qual es desconeix el nom. La construcció original constava d'una planta en forma de L, amb planta baixa i dos pisos. En façana hi ha separació dels pisos per motllures i coronament per cornisa sobre imitacions de caps de biga. Les finestres són d'arc rebaixat ornamentades per motllures imitant carreus i dovelles. A cadascuna de les dues façanes (de la planta en L) un frontó triangular trenca la uniforme senzillesa de la construcció. Posteriorment es va afegir una tercera ala de dos pisos, que dona al carrer Burgas i per on es practica l'entrada al centre.

## Escola
L'escola dels Germans de les Escoles Cristianes de La Salle fou fundada el 1907 pels Germans de Béziers com a internat preferentment francès. Després de la 1a. G. Mundial resta oberta als empordanesos. Durant la República pren el nom de Liceu, i durant la Guerra Civil serveix d'hospital. Després de la G. Civil el imparteix Primària, Batxillerat i Comerç. Actualment ensenyament concertat a Primària i ESO.